# Амулијани
Амулијани (грч. Αμμουλιανή) је приморско насељено место на истоименом острву у општини Аристотел у периферији Средишња Македонија, Грчка. Према попису из 2021. године било је 487 становника.
Насеље је раније било метох светогорских манастира, на коме је 1920. године живело 20 житеља. Године 1924. ту је подигнуто ново насеље где се насељено 145 грчких избегличких породица, којих је на попису из 1928. године било 513.